# Johann Sind
Johann Borissowitsch Sind, auch Sindt, Sint, (russisch Иван Борисович Синд; * um 1720; † nach 1785) war ein russischer Marine-Offizier und Polarforscher.

## Leben
Sind stammte aus einer deutschen Familie. Er kam 1739 in das Bering-Tschirikow-Kommando der von Bering geleiteten Zweiten Kamtschatkaexpedition und wurde von Bering zum Gardemarin befördert. Im September 1739 fuhr Sind auf der St. Gabriel unter dem Kommando Iwan Jelagins von Ochotsk nach Bolscherezk (jetzt Ust-Bolscherezk) an der Bolschaja-Mündung an der Südwest-Küste Kamtschatkas. Während der dortigen Überwinterung nahm er an Jelagins Vermessung der Kamtschatka-Küste bis zum Kap Lopatka teil. 1740 wurde die Erkundungsfahrt bis in die Awatscha-Bucht fortgeführt.

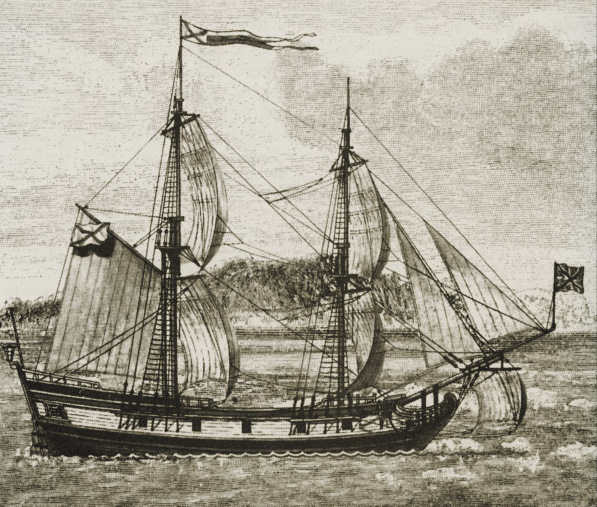
St. Peter

Auf dem Paketboot St. Peter unter dem Kommando Berings fuhr Sind 1741 an die Küste Nordamerikas, des späteren Russisch-Amerika. Auf der Rückfahrt erlitt die St. Peter im Sturm Schiffbruch an der Insel, die später nach Bering benannt wurde. Die Besatzung überwinterte auf der Insel, wobei 19 Männer, unter ihnen auch Bering selbst, an Skorbut starben. Die Überlebenden mit Sind bauten 1742 aus den Resten der St. Peter einen Huker, mit dem sie nach Kamtschatka zurückkehren konnten.
Nach dem Ende der Zweiten Kamtschatkaexpedition 1743 blieb Sind in Ochotsk und wurde Mitschman, 1754 Linienschiffsekretär und 1757 Leutnant. 1758 wurde Sind vom Sibirien-Gouverneur Fjodor Soimonow beauftragt, Wasserwege auf Flüssen von Jakutsk nach Ochotsk und auch zum Ostrog Uda an der Mündung der Uda in die Selenga zu suchen und zu erforschen. Da eine Ausrüstung durch die Flotte nicht möglich war, wurde der Auftrag zurückgezogen. 1760 unterrichtete Sind Mathematik an der Navigationsschule in Ochotsk. 1761 war er in Tomsk. 1762 ernannte ihn Soimonow zum Ochotsker Hafengeschäftsführer.
Soimonow beauftragte 1764 Sind mit einer geheimen Erkundungsfahrt an die nordwestamerikanische Küste. Im September 1764 fuhr Sind auf der Galiot St. Paul von Ochotsk nach Kamtschatka zur Chairjusowa-Mündung, um dort zu überwintern. Im September 1765 kam er auf der Galiot St. Katharina zur Uka-Mündung und zur Natschiki-Mündung im Nordosten Kamtschatkas, wo er nun überwinterte. Im Sommer 1766 fuhr er weiter mit der Beringstraße als Ziel. Er vermaß und dokumentierte etwa 1000 km der westlichen Küste. Erstmals durchquerte er den zentralen Teil der Beringsee. Er entdeckte die St.-Matthew-Insel. Er kam der Seward-Halbinsel nahe und hielt im Nebel die Kaps der Sankt-Lorenz-Insel für einzelne Inseln. Auf seiner Karte verzeichnete er 11 Inseln. Wegen der Schäden an der St. Katharina kehrte er im September 1766 nach Nischnekamtschatsk am Unterlauf der Kamtschatka zurück. Die St. Katharina wurde nach Reparatur Pjotr Krenizyn für dessen Expedition übergeben. Sind erhielt als Ersatz die St. Gabriel, mit der er im September 1768 nach Ochotsk kam. Sinds Karte seiner Expedition an die Küste Amerikas wurde von der Expedition Krenizyns  und Michail Lewaschows benutzt. Sinds Logbücher und Karten wurden im Juni 1769 Sibirien-Gouverneur Denis Tschitscherin zugeschickt.
Sind arbeitete weiter in Ochotsk. Während der astronomisch-geographischen Expedition Joseph Billings’ beförderte er neben der normalen Post auch die Expeditionspost von Ochotsk nach Jakutsk. Im Oktober 1785 überbrachte Leutnant Roman Gall mit Sind einen Brief dem Expeditionsleiter Billings.
Sind war verheiratet und hatte einen Sohn Iwan Iwanowitsch, der Praporschtschik in Bolscherezk war.